# Kanzel (Le Douhet)

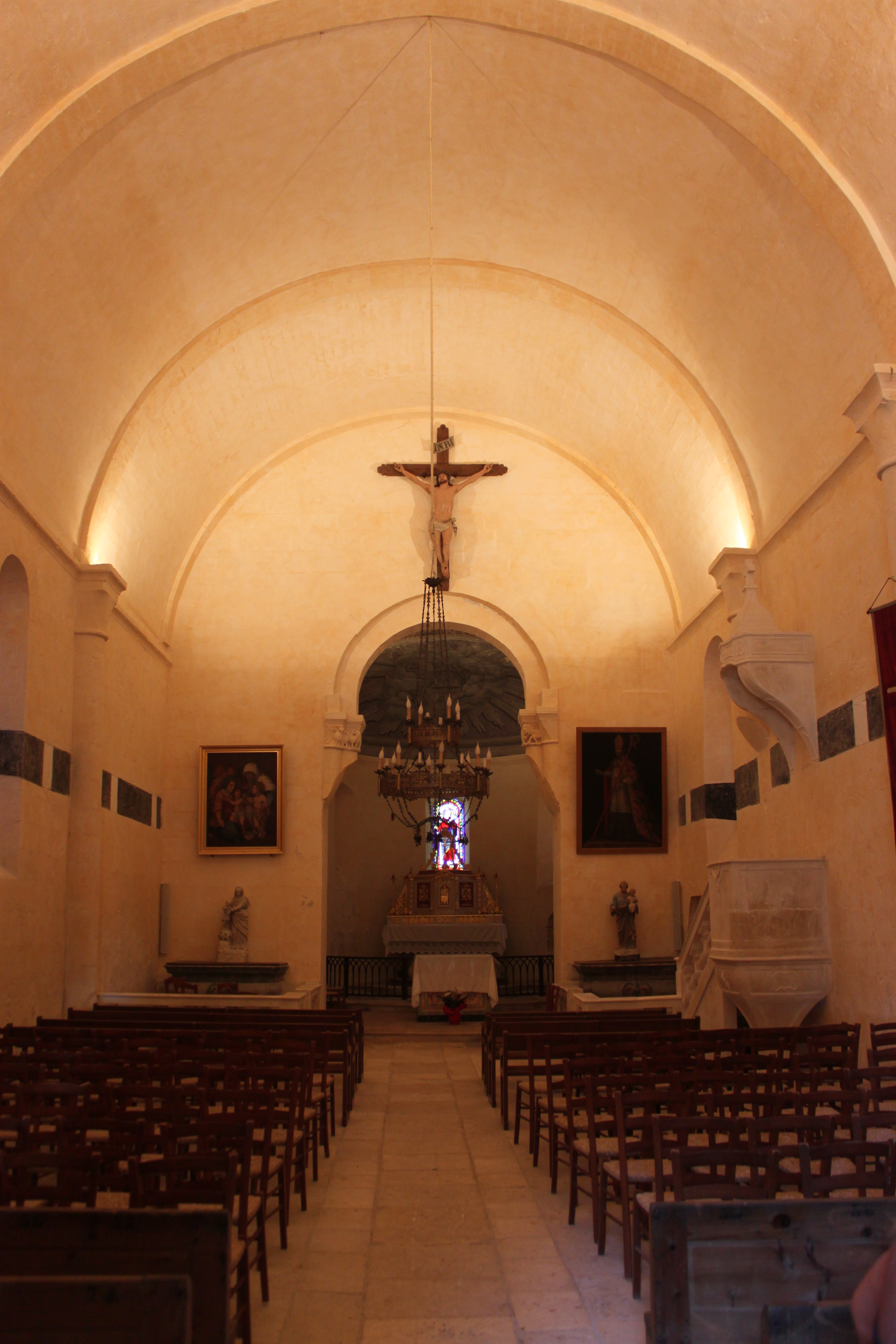
Kanzel in Le Douhet (rechts)

Die Kanzel in der Kirche St-Martial in Le Douhet, einer französischen Gemeinde im Département Charente-Maritime der Region Nouvelle-Aquitaine, wurde im 17. Jahrhundert geschaffen. Die 2,20 Meter hohe Kanzel aus Stein wurde 1911 als Monument historique in die Liste der geschützten Objekte (Base Palissy) in Frankreich aufgenommen.
Der Kanzelkorb steht auf einem zylindrischen Kanzelfuß, die steinerne Treppe besitzt Baluster. Der Kanzelkorb und der Schalldeckel, der von einem Kreuz bekrönt wird, besitzen nur wenige Schmuckelemente.